# كفانانغن
كفانانغن (بالنرويجية: Kvænangen)‏ هي بلدية في مقاطعة ترومس، النرويج. المركز الإداري للبلدية هي قرية بورفيورد.

## المناخ
يظهر الجدول التالي التغييرات المناخية على مدار السنة لكفانانغن:
| البيانات المناخية لـكفانانغن      | البيانات المناخية لـكفانانغن | البيانات المناخية لـكفانانغن | البيانات المناخية لـكفانانغن | البيانات المناخية لـكفانانغن | البيانات المناخية لـكفانانغن | البيانات المناخية لـكفانانغن | البيانات المناخية لـكفانانغن | البيانات المناخية لـكفانانغن | البيانات المناخية لـكفانانغن | البيانات المناخية لـكفانانغن | البيانات المناخية لـكفانانغن | البيانات المناخية لـكفانانغن | البيانات المناخية لـكفانانغن |
| الشهر                             | يناير                        | فبراير                       | مارس                         | أبريل                        | مايو                         | يونيو                        | يوليو                        | أغسطس                        | سبتمبر                       | أكتوبر                       | نوفمبر                       | ديسمبر                       | المعدل السنوي                |
| --------------------------------- | ---------------------------- | ---------------------------- | ---------------------------- | ---------------------------- | ---------------------------- | ---------------------------- | ---------------------------- | ---------------------------- | ---------------------------- | ---------------------------- | ---------------------------- | ---------------------------- | ---------------------------- |
| متوسط درجة الحرارة الكبرى °م (°ف) | −2 (28)                      | −2 (29)                      | 0 (32)                       | 3 (37)                       | 8 (46)                       | 13 (55)                      | 16 (60)                      | 14 (58)                      | 10 (50)                      | 5 (41)                       | 1 (34)                       | −1 (31)                      | 5 (41)                       |
| متوسط درجة الحرارة الصغرى °م (°ف) | −8 (18)                      | −7 (19)                      | −5 (23)                      | −2 (28)                      | 2 (36)                       | 6 (43)                       | 9 (49)                       | 8 (47)                       | 5 (41)                       | 1 (33)                       | −3 (26)                      | −6 (21)                      | 0 (32)                       |
| الهطول مم (إنش)                   | 36 (1.4)                     | 33 (1.3)                     | 33 (1.3)                     | 23 (0.9)                     | 23 (0.9)                     | 30 (1.2)                     | 51 (2)                       | 51 (2)                       | 43 (1.7)                     | 53 (2.1)                     | 41 (1.6)                     | 41 (1.6)                     | 460 (18.1)                   |
| المصدر: Weatherbase               |                              |                              |                              |                              |                              |                              |                              |                              |                              |                              |                              |                              |                              |

## أعلام
- ستاينر إريكسن